# Joachim Sauer
Pour les articles homonymes, voir Sauer.
Joachim Sauer, né le 19 avril 1949 à Hosena (Senftenberg, Lusace, Allemagne), est un chimiste et professeur d’université allemand enseignant la chimie physique et théorique à l'université Humboldt de Berlin. Il est l'époux d'Angela Merkel, chancelière fédérale d'Allemagne de 2005 à 2021.

## Carrière professionnelle
Joachim Sauer fréquenta d’abord le lycée Walther Rathenau à Senftenberg et de 1963 à 1967 suivit un enseignement pratique dans le combinat de lignite Lauchhammer. Après l’Abitur qu’il obtient avec mention il étudia de 1967 à 1972 la chimie à l'université Humboldt de Berlin où il reçut son diplôme de chimie. De 1973 à 1976, il exerça comme assistant dans cette université et passa son doctorat en 1974 avec une thèse sur les conséquences du théorème de Koopmans (avec mention Summa cum laude). En 1977-1991, il travailla au centre de recherche de la RDA, à l'Académie des sciences, à l'Institut central pour la chimie physique de Berlin-Adlerhof. À cette époque, il travailla entre autres pendant douze mois comme chercheur post-doctoral à l’Institut Heyrovsky de Prague auprès du prof. R. Zahradník et à l'université de Karlsruhe auprès du prof. R. Ahlrichs (deux fois pendant trois mois). 
Pendant le temps qu’il passa à l'Institut central pour la chimie physique, il fut reçu docteur ès Sciences naturelles en 1985. En 1990, il reçut le certificat d'aptitude à l'enseignement (facultas docendi) de l'université Humboldt de Berlin.
Après la réunification allemande, il passa un an (1990/91) à BIOSYM Technologies (San Diego, États-Unis) comme directeur technique pour la catalyse. De 1991 à 2002, il resta expert pour l'Accelrys (autrefois MSI) à San Diego. 
De 1992 jusqu'en 1996, il dirigea à l'université Humboldt le groupe de travail de la « chimie quantique » de l’Institut Max-Planck. 
En 1993, il fut appelé comme professeur titulaire à l'université Humboldt de Berlin, où il reçut la chaire de chimie physique et théorique.

## Prix et récompenses
- 1972 : prix Johann-Gottlieb-Fichte de l'université Humboldt à Berlin
- 1982 : le prix Friedrich-Wöhler de la Société de chimie de la RDA
- 1991 : une subvention du fonds de l'industrie chimique
- 1991 : le prix de chimie de l'Académie des sciences de Göttingen
- 1995 : membre permanent de l'Académie des sciences du Brandebourg à Berlin
- 1998 : prix Alexander-von-Humboldt du Fonds national belge pour la recherche scientifique
- 2009 : médaille Kołos
- 2010 : médaille Liebig
- 2013 : doctorat honoris causa, University College de Londres
- 2018 : membre de la Royal Society
- 2019 : médaille Schrödinger (en)

## Vie privée

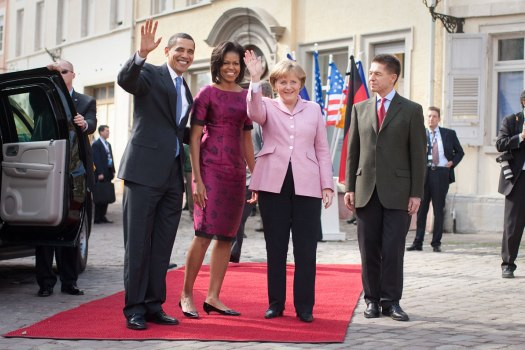
Joachim Sauer avec Barack, Michelle Obama et Angela Merkel, en 2009.

D'un premier mariage avec une chimiste (dont il a divorcé en 1985), Joachim Sauer a eu deux fils, Daniel et Adrian.
Le 30 décembre 1998, il épouse en secondes noces la chimiste quantique et femme politique Angela Merkel avec laquelle il vivait déjà depuis plusieurs années et dont il avait fait la connaissance en 1984 à l'Académie des sciences de Berlin-Adlershof. Un rapport de la Stasi de l'époque note : « Sauer va souvent la voir en salle de travail. Ils prennent des cafés ensemble ».
Bien que sa femme soit chancelière fédérale, exposée médiatiquement, Joachim Sauer s'affiche rarement avec elle en public. Ils ont fait une exception lors de leurs visites des festivals de Bayreuth et Salzbourg, car ils ont tous deux la réputation d’être de grands amateurs d'opéra, s’intéressant surtout à Wagner. Ces visites régulières lui ont donné le surnom de « fantôme de l'Opéra »,,, puisqu’il n’y a guère qu’à Bayreuth et à Salzbourg qu’on le voit ainsi. Au début de janvier 2006, pour la première fois, il a accompagné sa femme qui se rendait à Vienne en tant que chancelière. Il a également accueilli les épouses des autres chefs d'État ou de gouvernement du G8 présentes lors du sommet d'Heiligendamm en juin 2007. Généralement, il accepte ainsi de jouer le rôle de réception pour les Premières dames étrangères lorsque l'Allemagne accueille un sommet international.

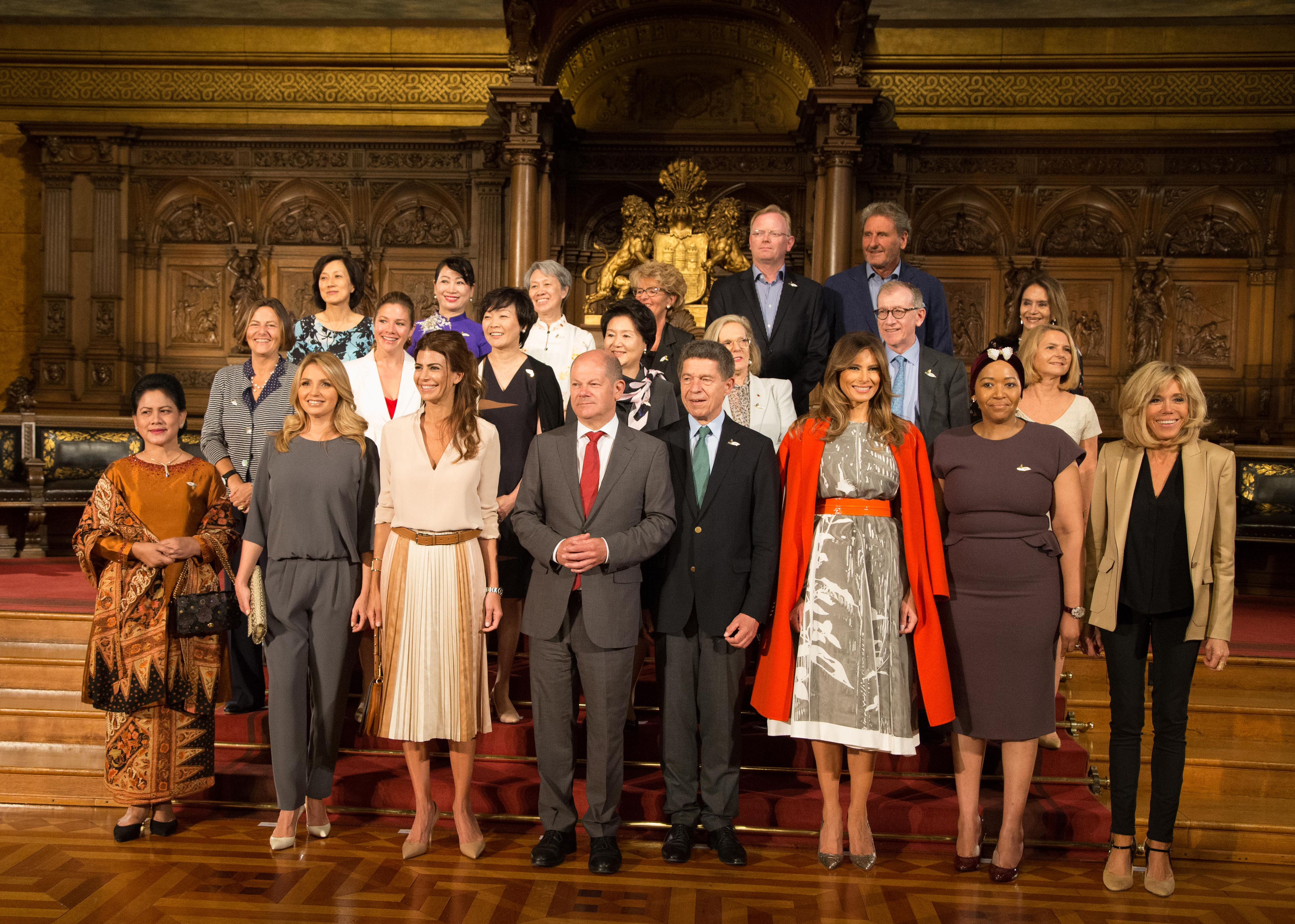
Joachim Sauer avec les Premières dames, lors du sommet du G20 de 2017, en Hambourg.

Der Spiegel rapporte une anecdote selon laquelle Joachim Sauer aurait offert à sa femme un DVD de Louis de Funès comme cadeau de Noël, pour qu'elle comprenne la personnalité de son partenaire français. Depuis, il est arrivé à Angela Merkel de surnommer Nicolas Sarkozy « Louis de Funès ». 
En 2008, lors de la remise d'une récompense à son épouse à Aix-la-Chapelle, il fut également présent. Au cours de cette cérémonie, Nicolas Sarkozy se fait remarquer en l'appelant erronément « monsieur Merkel »,.
En 2016, peu habitué à l'exercice, il prend la parole en public pour rendre hommage à Wolf Biermann pour ses 80 ans, une figure de l'opposition à la République démocratique allemande.
En 2017, il accompagne Angela Merkel au sommet du G7, qui se tient en Italie.
Il est membre du conseil d'administration de la Fondation Axel-Springer.
Sinon, Joachim Sauer protège strictement sa vie privée de l’assaut des médias et refuse sans exception les interviews qui ne se rapportent pas à son activité scientifique.